# کبوتر بی‌باک
کبوتر بی‌باک (به انگلیسی: Valiant) نام پویانمایی محصول مشترک دو کشور انگلستان و آمریکا می‌باشد که در سال ۲۰۰۵ و به کارگردانی گری چپمن ساخته شده‌است. این انیمیشن توسط کمپانی والت دیزنی منتشر شده‌است.

## داستان
داستان پویانمایی به سال ۱۹۴۴ یعنی ۵ سال پس از شروع جنگ جهانی دوم بازمی‌گردد. جایی که یک کبوتر جوان به نام بی‌باک (به انگلیسی: Valiant) با صداپیشگی ایوان مک‌گرگور در آرزوی تبدیل شدن به یک قهرمان بزرگ است. در همین حین او خبردار می‌شود که سرویس رویال کبوترهای خانگی در حال استخدام نیرو است. گروهی که به سادگی هر کبوتری نمی‌تواند عضو آن شود و تمامی اعضای آن از کبوتران قدرتمند و شجاع هستند. بی‌باک برای نام‌نویسی در گروه عازم لندن می‌شود و در آنجا با کبوتری به نام باگسی دوست می‌گردد و این آغاز ماجراهای جالبی است که برای او رخ خواهد داد.